# Dan Ticktum
Daniel Charles Anthony "Dan" Ticktum (Londres, 8 de junho de 1999) é um automobilista britânico que atualmente compete na Fórmula E pela equipe Kiro Race Co. Estreou na categoria em 2021–22 pela NIO 333, acompanhando a equipe em sua transição para ERT. Suas conquistas no automobilismo incluem duas vitórias consecutivas no Grande Prêmio de Macau (2017 e 2018), e o Prêmio McLaren Autosport BRDC de 2017. Ele também é vice-campeão do Campeonato Europeu de Fórmula 3 da FIA de 2018 com a equipe Team Motopark.
Entre 2017 e 2019, ele foi um membro do programa Red Bull Junior Team. Em 17 de dezembro de 2019, a equipe de Formula 1 da Williams anunciou que Ticktum seria seu piloto de desenvolvimento durante a temporada de 2020.

## Carreira

### Kart
Ticktum iniciou a carreira esportiva aos 8 anos, no kart. Em 2012, alcançou o ranking internacional após vencer vários campeonatos britânicos e superar nomes como o futuro piloto de Fórmula 1 Lando Norris. Ele correu em dois campeonatos WSK, sendo o melhor estreante em ambos. No ano seguinte, ficou em segundo lugar no Campeonato Europeu CIK-FIA.

### Fórmula 4 Britânica
Em 2015, Ticktum participou do Campeonato Britânico de Fórmula 4 com a Fortec Motorsport. Ele liderou as primeiras rodadas do campeonato, conquistando duas vitórias em Donington e uma em Snetterton, mas foi sendo ultrapassado no campeonato por seus rivais Colton Herta e Lando Norris, o campeão da temporada.
Na penúltima rodada da temporada em Silverstone, Ticktum se envolveu em um incidente com Ricky Collard na volta de abertura, despencando para o final do grid. Durante o período de safety car que se seguiu, ele propositalmente ultrapassou vários carros para bater em Collard, tirando ambos da corrida. Isso o fez receber uma proibição de competir no automobilismo por dois anos, bem como a desclassificação da corrida.
Após o incidente, Ticktum se autodenominou "um tolo" e pediu desculpas aos seus colegas pilotos e aos fiscais de pista do circuito. Como resultado, ele terminou em sexto em sua primeira temporada de corridas de monopostos e terminou em segundo na classificação de novatos, que ele havia vencido originalmente durante o fim de semana de Silverstone mencionado anteriormente.

### Campeonato Europeu de Fórmula 3 da FIA
Em 2016, Ticktum voltou ao automobilismo, competindo na final do Campeonato Europeu de Fórmula 3 da FIA em Hockenheim com a Carlin. Ele então disputou o Grande Prêmio de Macau com a equipe Double R Racing terminando em oitavo na corrida de qualificação de sábado, antes de se retirar no início da corrida principal.

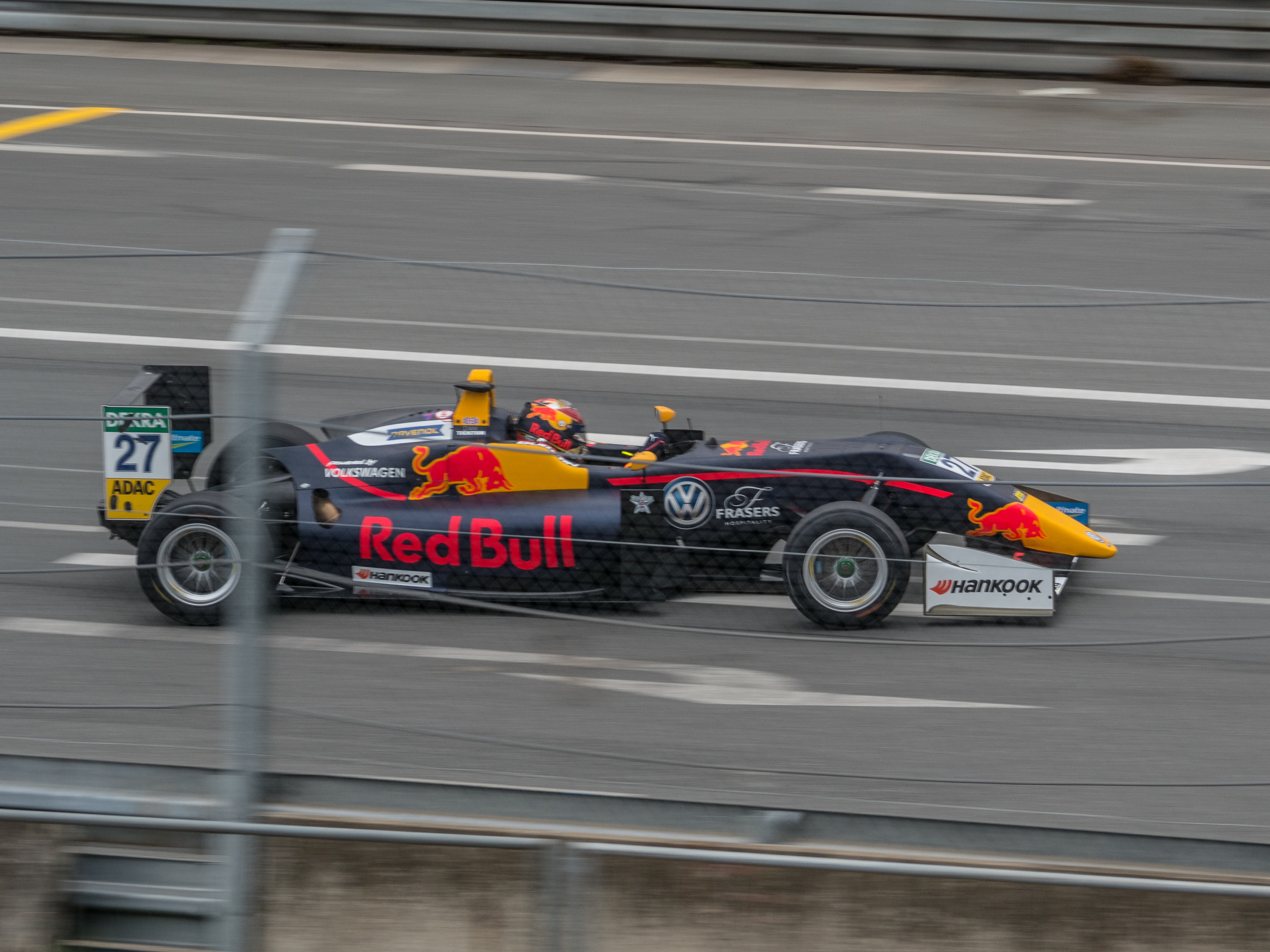
Ticktum disputando a F3 Europeia em 2018

Em dezembro de 2017, foi confirmado que Ticktum disputaria o Campeonato Europeu de Fórmula 3 da FIA com a Team Motopark em 2018. Ele chegou a liderar no início da temporada, quando acumulou quatro vitórias e mais dois pódios, com Helmut Marko, o consultor da Red Bull, dizendo que se o britânico fosse campeão em 2018, poderia receber a chance de estrear na F1 em 2019 pela Toro Rosso, no lugar de Brendon Hartley.
Mas Ticktum foi perdendo terreno para Mick Schumacher, que emendou uma sequência de cinco vitórias consecutivas a partir de Nürburgring e ficou com o título, fazendo Ticktum amargar o vice-campeonato. A ascensão de Schumacher na F3 Europeia irritou Ticktum, que fez comentários questionando a virada do alemão e afirmou que seu título foi "roubado". A fala do britânico gerou repercussão negativa, mas ao tentar se retratar, ele voltou a alfinetar Mick, dizendo que estava em uma "batalha perdida" por não ter o sobrenome Schumacher.

### Fórmula Renault
Em janeiro de 2017, Ticktum foi anunciado como membro da Red Bull Junior Team, competindo na Eurocopa de Fórmula Renault 2.0 de 2017 com a equipe Arden International. Ele competiu contra nomes como o futuro piloto de F1 Logan Sargeant e o futuro piloto de F-E Sacha Fenestraz, que foi o campeão da temporada. Ticktum conquistou sua única vitória em Hungaroring e ficou em sétimo na classificação de pilotos.

### GP3 Series
Em setembro de 2017, Ticktum estreou na GP3 Series em Monza com a DAMS, substituindo o francês Matthieu Vaxivière no carro nº 14. Ele conquistou o pódio em seu segundo final de semana de corrida na final da temporada em Abu Dhabi, onde também fez a volta mais rápida. Ticktum terminou o ano em 13º, com 34 pontos, sendo o melhor colocado dentre os pilotos que não fizeram a temporada completa da GP3.

### Copa do Mundo de Fórmula 3 da FIA

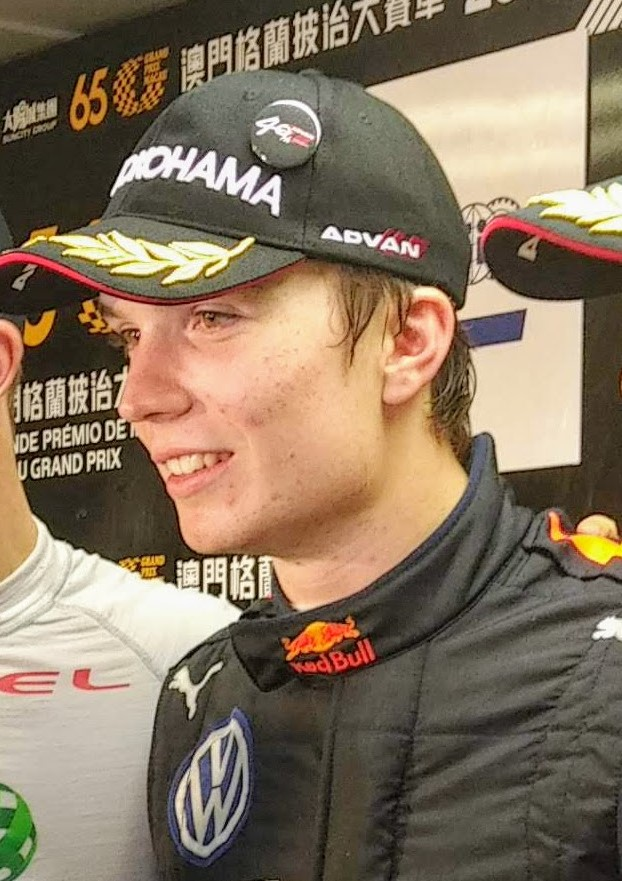
Dan Ticktum durante o Grande Prêmio de Macau de 2018

Em novembro de 2017, Ticktum competiu em uma corrida única no Grande Prêmio de Macau com a Team Motopark e conquistou a vitória depois que os líderes Ferdinand Habsburg e seu futuro colega de F-E Sérgio Sette Câmara bateram na última curva.
Essa vitória foi fundamental para que o piloto vencesse o McLaren Autosport BRDC Awards, prêmio concedido aos pilotos britânicos que se destacam na base. Como recompensa, Ticktum deveria receber um teste num carro da F1 da McLaren e uma vaga como piloto de simulador da equipe, mas por conta de sua afiliação à Red Bull Junior Team, Ticktum não pôde usufruir desse prêmio.
A prova de 2018 foi marcada pelo forte acidente de Sophia Flörsch com Sho Tsuboi, e Ticktum, que tinha vencido a corrida classificatória, conseguiu se manter na ponta e vencer novamente, superando nomes como Mick Schumacher e Guanyu Zhou, que viriam a correr na F1, e o futuro multicampeão da IndyCar Álex Palou. Com sua segunda vitória consecutiva, Ticktum igualou Edoardo Mortara (vencedor em 2009 e 2010) e Felix Rosenqvist (vencedor em 2014 e 2015).

### Super Fórmula Japonesa
Ticktum se juntou a Team Mugen para a disputa da temporada de 2019 da Super Fórmula. Depois de enfrentar dificuldades nas três primeiras rodadas, ele perdeu sua vaga e seu apoio da Red Bull.

### Fórmula 2
Em 2018, o piloto fez sua estreia no Campeonato de Fórmula 2 da FIA com a equipe Arden na etapa final da temporada de 2018 em Abu Dhabi.

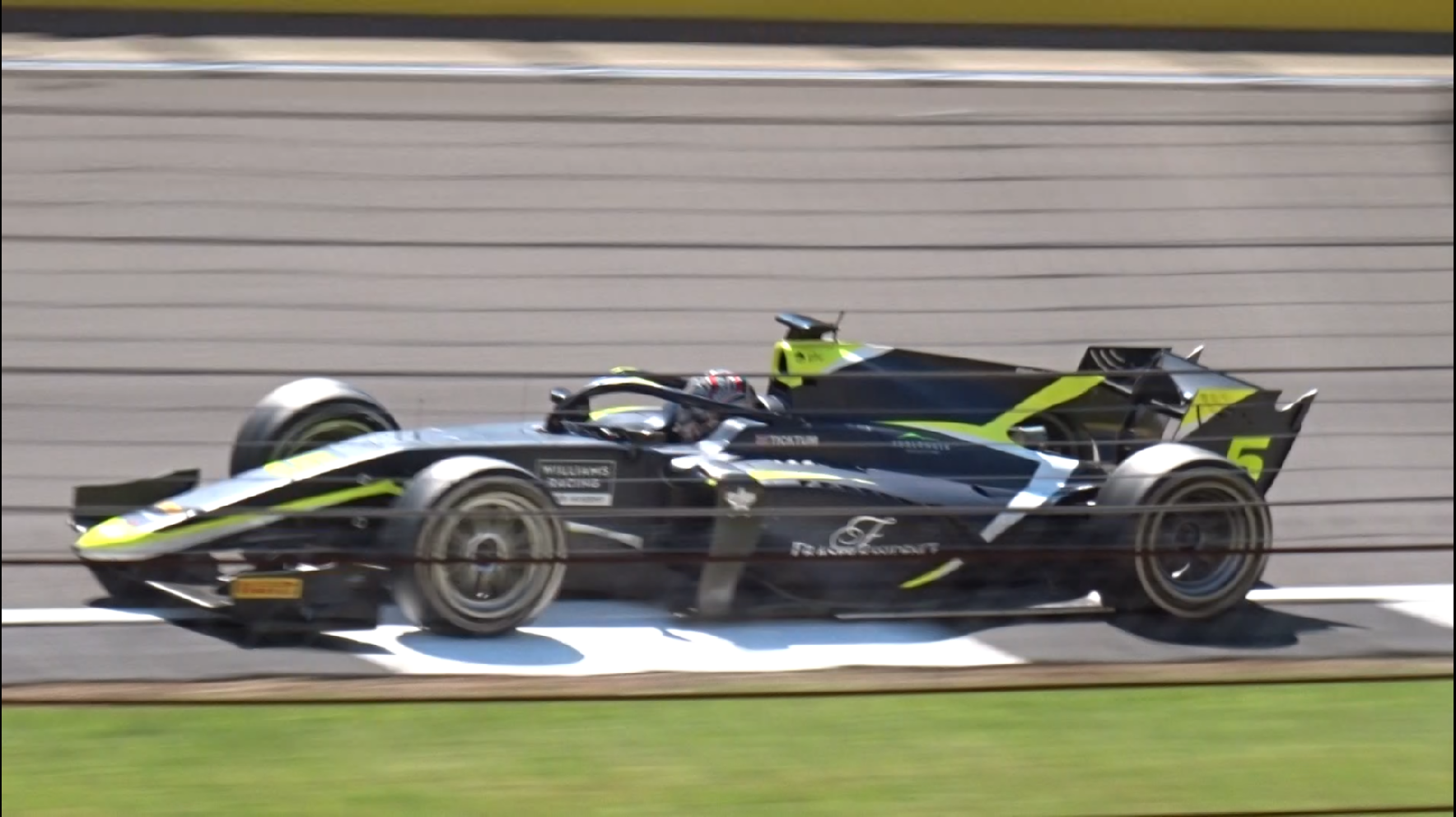
Ticktum durante prova da F2 em 2020

Em 4 de dezembro de 2019, já na Williams Driver Academy, Ticktum foi anunciado na DAMS para a disputa da temporada do campeonato de 2020, tendo o indonésio Sean Gelael como companheiro de equipe, mas com o acidente de Gelael na etapa de Barcelona, o indonésio foi substituído pelo estoniano Jüri Vips em algumas etapas. A primeira vitória de Ticktum na F2 foi na corrida curta de Silverstone, e ele teria vencido novamente na corrida longa de Monza se não tivesse sido desclassificado por conta do combustível. A vitória foi para Callum Ilott, que disputou o título com Mick Schumacher, mas o alemão foi o vencedor. Já Ticktum ficou em décimo primeiro, somando 96.5 pontos.
Para a disputa da temporada de 2021, ele se transferiu para a Carlin e teve o indiano Jehan Daruvala como colega de time. Ticktum venceu pela primeira vez no ano na segunda corrida curta de Mônaco, sendo ajudado pela desclassificação de Liam Lawson por causa de uma irregularidade na largada. O britânico venceu novamente na primeira corrida curta de Sochi, e teve mais cinco pódios ao longo do ano. Ticktum encerrou sua última temporada na F2 em quarto lugar, com 159.5 pontos.

### Fórmula 1

#### Red Bull
Em 2017, Ticktum se juntou ao programa Red Bull Junior Team, que visava desenvolver futuros pilotos para as equipes de Fórmula 1 Toro Rosso e Red Bull. Ele teria participado de uma sessão de testes na Hungria em 2018, mas sua punição pelo incidente na F4 Britânica em 2015 o deixou com 14 pontos faltando para alcançar a superlicença necessária para guiar um carro da F1. Em 2019, Ticktum participou da sessão de testes pós-GP do Barém, pilotando o RB15 de Max Verstappen. Ele completou 134 voltas, classificando a experiência como uma "responsabilidade enorme". Ele testou novamente na Espanha, ficando em décimo lugar. Mas em setembro de 2019, Ticktum foi dispensado da academia da Red Bull, e o piloto se viu obrigado a desmentir rumores de que isso se deu por conta de uma agressão que ele teria feito contra um engenheiro da equipe austríaca. Tanto Ticktum quanto Christian Horner, o chefe da Red Bull, afirmaram que a saída do piloto britânico foi por causa de seu desempenho.

#### Williams
Em dezembro de 2019, Ticktum assinou com a Williams Driver Academy, mas sua dispensa foi anunciada em 3 de agosto de 2021, dias após ele ter feito uma paródia da canção de abertura de Scooby Doo com trechos depreciando Nicholas Latifi e Nico Rosberg em uma live na rede social Twitch, e ao responder comentário de um seguidor que disse que Latifi estava na F1, enquanto Ticktum continuava na F2, o britânico voltou a ironizar o canadense da Williams, dizendo que ele só tinha a vaga por ser pagante. Mas Ticktum negou que sua saída tinha sido por causa dos comentários, afirmando que a Williams já o tinha dispensado antes dele fazer essa live.

### Fórmula E

#### NIO 333

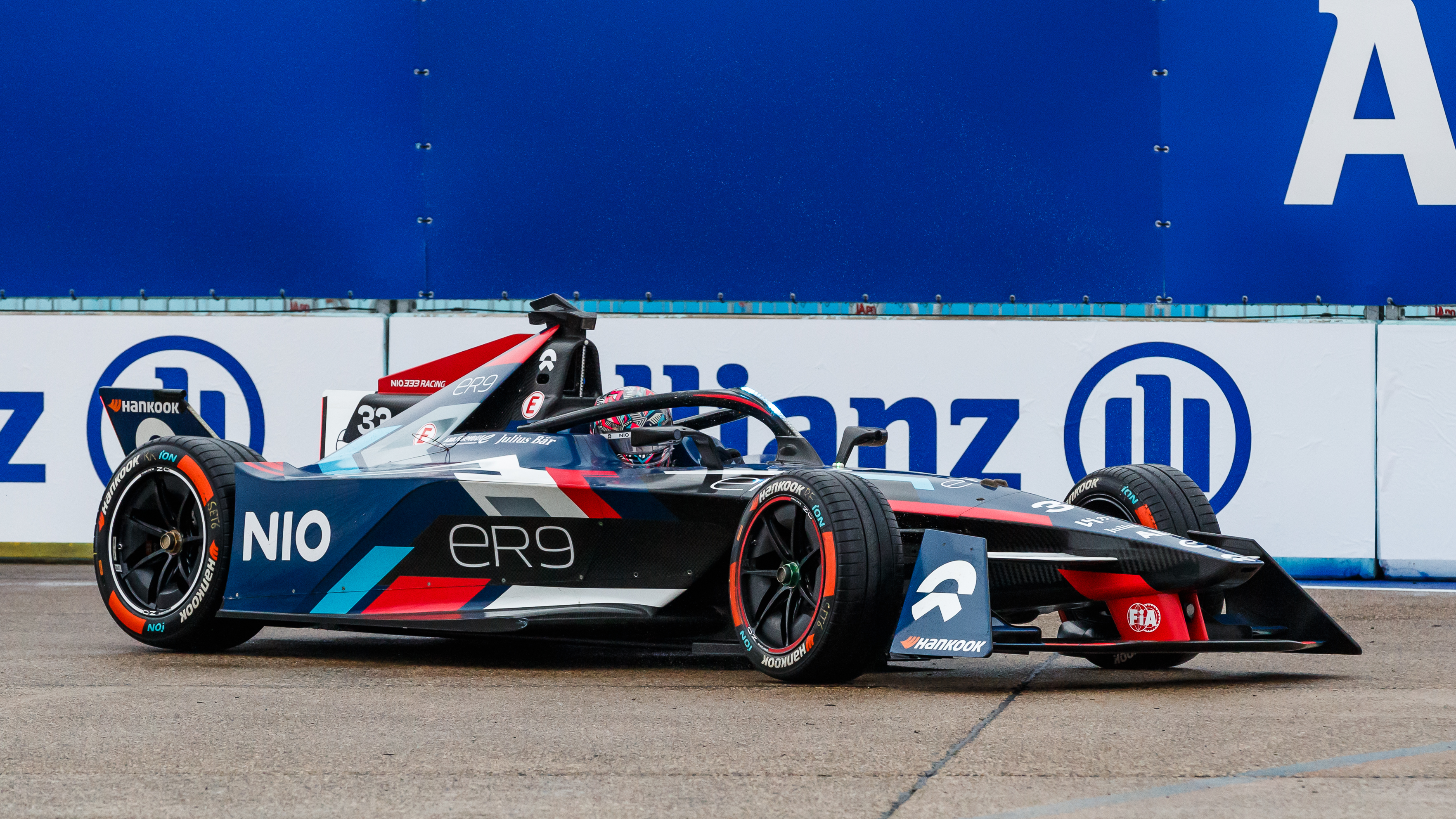
Ticktum pilotando a NIO durante o e-Prix de Berlim de 2023

Em 25 de novembro de 2021, foi anunciado que Ticktum havia sido contratado pela equipe NIO 333 FE Team para a disputa da temporada de 2021–22 da Fórmula E. Seu companheiro de equipe foi o compatriota Oliver Turvey. Ele marcou seu único ponto no ano durante a corrida 2 do ePrix de Roma, se beneficiando de uma punição que Oliver Askew sofreu por ultrapassar durante o safety car. Com esse ponto, Ticktum finalizou sua temporada de estreia em vigésimo primeiro.
Ticktum renovou com a equipe para 2022–23 e ganhou um novo companheiro, o brasileiro Sérgio Sette Câmara, que também era um ex-membro da Red Bull Junior Team. Ticktum pontuou em sete das dezesseis etapas e foi o melhor piloto da NIO no ano, encerrando a temporada em décimo sétimo, com 28 pontos.

#### ERT

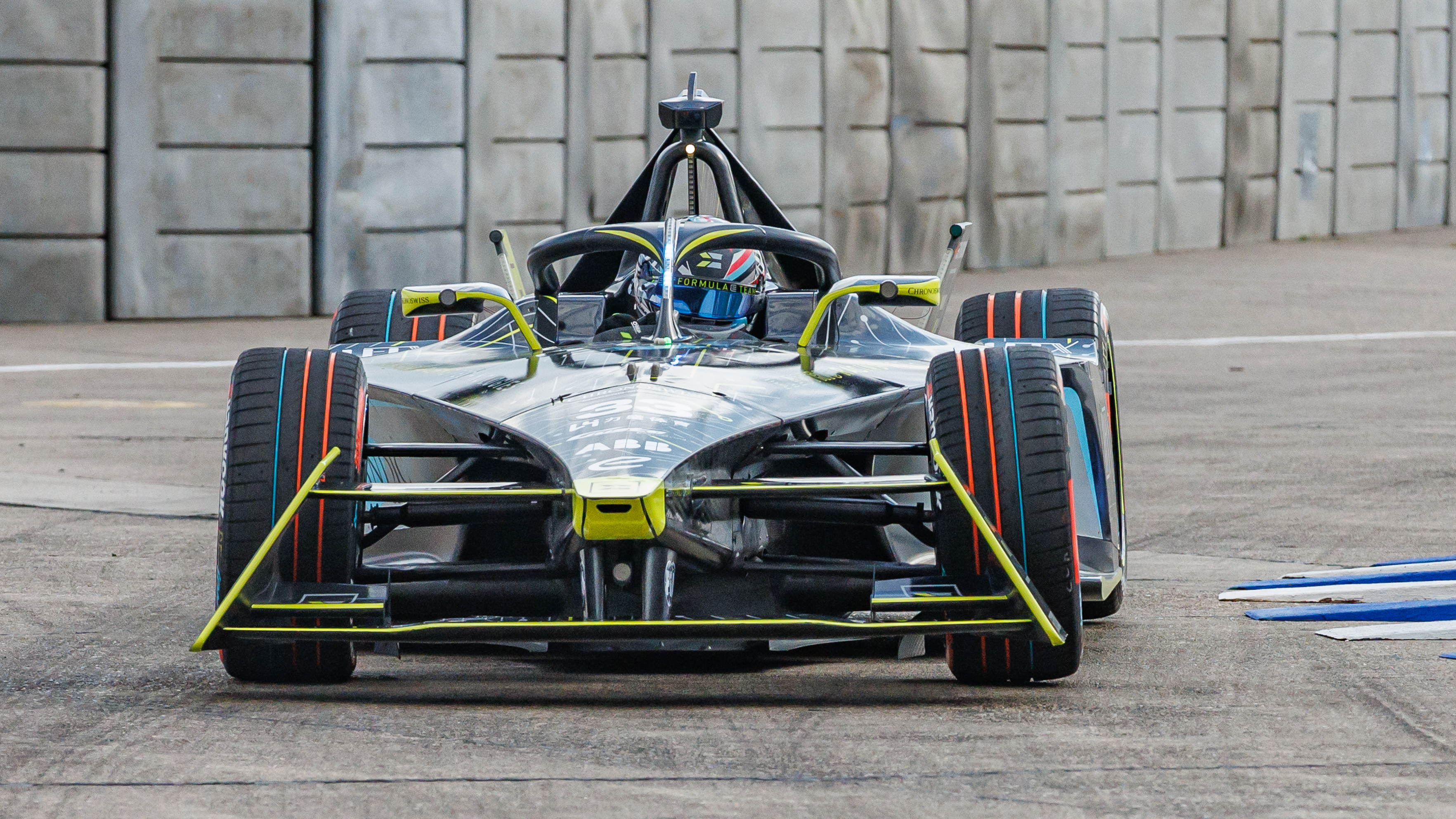
Ticktum no carro da ERT em 2024

A dupla seguiu na equipe em 2023–24, quando a NIO passou a se chamar ERT Formula E Team. Apesar de ter aparecido menos no Top-10 do que Sette Câmara, Ticktum o superou na pontuação com seu quarto lugar na corrida 1 do ePrix de Misano, se aproveitando de uma desclassificação do português António Félix da Costa. Assim, Ticktum encerrou a temporada em décimo nono, com 12 pontos, um a mais do que o brasileiro.

#### Kiro
A ERT foi comprada pelos investidores estadunidenses da The Forest Road Company e passou a se denominar Kiro Race Co. Ticktum foi o primeiro piloto confirmado para 2024–25, por ter ajudado a concretizar a parceria técnica da Kiro com a Porsche, que passou a fornecer trens de força para a equipe. Assim, a equipe dispensou Sette Câmara e seu novo companheiro passou a ser o alemão David Beckmann, piloto de desenvolvimento da Porsche. O britânico conquistou os primeiros pontos da Kiro ao chegar em oitavo no ePrix de São Paulo. Pontuou em mais três provas, até o ePrix de Tóquio, em que terminou em quinto na corrida 1. Na corrida 2, chegou à fase final da disputa pela pole, enfrentando Oliver Rowland, mas bateu e viu o compatriota da Nissan largar na ponta. Durante a corrida, Ticktum batalhou pela vitória com Rowland, Pascal Wehrlein e Taylor Barnard, até que conseguiu garantir o terceiro lugar, marcando o primeiro pódio dele e da Kiro na F-E. Em 21 de junho de 2025, Ticktum conquistou a primeira vitória dele e da Kiro na categoria, durante o ePrix de Jacarta.

## Resumo da carreira
| Temporada | Categoria                           | Equipe                       | Corridas         | Vitórias         | Poles            | V.M.R.           | Pódios           | Pontos           | Pos.             |
| --------- | ----------------------------------- | ---------------------------- | ---------------- | ---------------- | ---------------- | ---------------- | ---------------- | ---------------- | ---------------- |
| 2015      | Fórmula 4 Britânica                 | Fortec Motorsport            | 27               | 3                | 3                | 5                | 10               | 242              | 6.º              |
| 2015      | Eurocopa de Fórmula Renault 2.0     | Koiranen GP                  | 2                | 0                | 0                | 0                | 0                | 0                | NC†              |
| 2015      | Fórmula Renault 2.0 NEC             | Koiranen GP                  | 4                | 0                | 0                | 0                | 0                | 41               | 23.º             |
| 2016      | Fórmula 3 Europeia                  | Carlin                       | 3                | 0                | 0                | 0                | 0                | 0                | NC†              |
| 2016      | Fórmula 3 Britânica (Winter Trophy) | Double R Racing              | 3                | 1                | 0                | 1                | 2                | 59               | 4.º              |
| 2016      | Grande Prêmio de Macau              | Double R Racing              | 1                | 0                | 0                | 0                | 0                | N/A              | DNF              |
| 2016-17   | MRF Challenge Formula 2000          | MRF Racing                   | 4                | 0                | 0                | 0                | 1                | 41               | 11.º             |
| 2017      | Eurocopa de Fórmula Renault 2.0     | Arden International          | 23               | 1                | 1                | 2                | 3                | 134              | 7.º              |
| 2017      | Fórmula Renault 2.0 NEC             | Arden International          | 5                | 0                | 0                | 0                | 1                | 0                | NC†              |
| 2017      | GP3 Series                          | DAMS                         | 5                | 0                | 0                | 1                | 1                | 34               | 11.º             |
| 2017      | Grande Prêmio de Macau              | Motopark                     | 1                | 1                | 0                | 0                | 1                | N/A              | 1.º              |
| 2018      | Fórmula 3 Europeia                  | Motopark                     | 30               | 4                | 5                | 1                | 8                | 308              | 2.º              |
| 2018      | Grande Prêmio de Macau              | Motopark                     | 1                | 1                | 1                | 1                | 1                | N/A              | 1.º              |
| 2018      | Super Fórmula Japonesa              | Team Mugen                   | 2                | 0                | 0                | 0                | 0                | 0                | 19.º             |
| 2018      | Fórmula 2                           | BWT Arden                    | 2                | 0                | 0                | 0                | 0                | 0                | 23.º             |
| 2019      | F3 Asiática - Série de Inverno      | Dragon Hitech GP             | 6                | 0                | 2                | 0                | 1                | 38               | 9.º              |
| 2019      | Fórmula 1                           | Aston Martin Red Bull Racing | Piloto de testes | Piloto de testes | Piloto de testes | Piloto de testes | Piloto de testes | Piloto de testes | Piloto de testes |
| 2019      | Super Fórmula Japonesa              | Team Mugen                   | 3                | 0                | 0                | 0                | 0                | 1                | 20.º             |
| 2019      | Fórmula Regional Europeia           | Van Amersfoort Racing        | 6                | 0                | 0                | 0                | 2                | 64               | 9.º              |
| 2019      | Grande Prêmio de Macau              | Carlin Buzz Racing           | 1                | 0                | 0                | 0                | 0                | N/A              | 13.º             |
| 2020      | Fórmula 2                           | DAMS                         | 24               | 1                | 0                | 2                | 4                | 96.5             | 11.º             |
| 2021      | Fórmula 2                           | Carlin                       | 23               | 2                | 0                | 1                | 7                | 159.5            | 4.º              |
| 2021-22   | Fórmula E                           | NIO 333 Formula E Team       | 16               | 0                | 0                | 0                | 0                | 1                | 21.º             |
| 2022-23   | Fórmula E                           | NIO 333 Formula E Team       | 16               | 0                | 0                | 0                | 0                | 28               | 17.º             |
| 2023      | Grande Prêmio de Macau              | Rodin Carlin                 | 1                | 0                | 0                | 0                | 0                | N/A              | 13.º             |
| 2023-24   | Fórmula E                           | ERT Formula E Team           | 16               | 0                | 0                | 0                | 0                | 12               | 19.º             |
| 2024-25   | Fórmula E                           | Kiro Race Co                 | 12               | 1                | 0                | 0                | 2                | 80               | 5.º*             |
| Fonte:    |                                     |                              |                  |                  |                  |                  |                  |                  |                  |

† Como piloto convidado, não era elegível para pontos.